# تابع کار

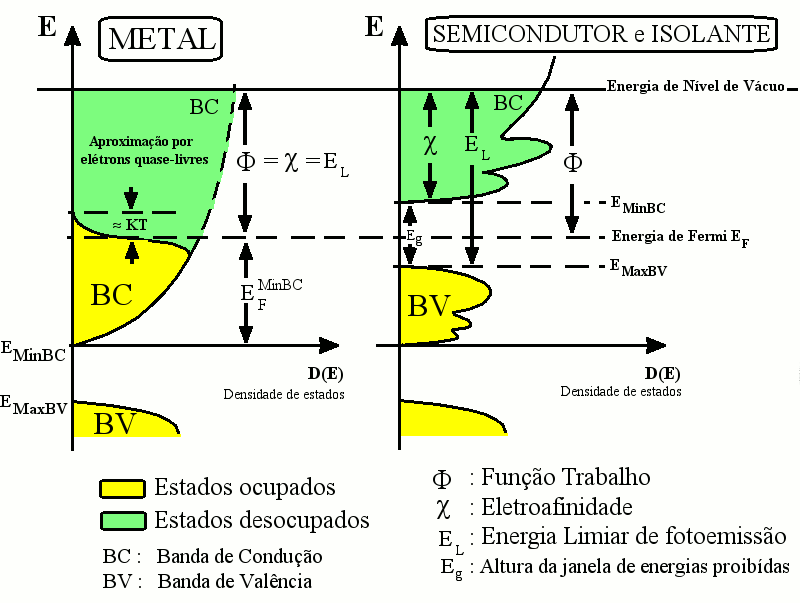
تابع کار

نمودار سطوح انرژی الکترون در برابر موقعیت، در یک سیستم طلا-خلاء-آلومینیوم. دو فلز نشان داده شده در اینجا در تعادل ترمودینامیکی کامل هستند. با این حال، پتانسیل الکترواستاتیک خلاء ϕ به دلیل تفاوت در تابع کار، هموار نیست.

تابع کار (به انگلیسی: work function) در فیزیک حالت جامد به حداقل کار ترمودینامیکی لازم برای جدا کردن یک الکترون از جامد به نقطه‌ای بینهایت نزدیک سطح جامد در خلاء گفته می‌شود. منظور از "بینهایت نزدیک سطح جامد" نقطه‌ای‌ست که در مقیاس اتمی دور از سطح جامد محسوب می‌شود، ولی همچنان به اندازهٔ کافی به سطح جامد نزدیک است تا تحت تأثیر میدان الکتریکی محیطی قرار نگیرد.